# Alexander Severus
Marcus Aurelius Severus Alexander, känd som Alexander Severus, född 1 oktober 208 i Arca Caesarea, Fenicien, död 18 mars 235 i Moguntiacum i Germanien (mördad), var romersk kejsare  från 13 mars 222 till 18 mars 235.

## Biografi
Alexander Severus utsågs till romersk kejsare 13 mars 222 av militärer, två dagar efter att den förre kejsaren mördats. Alexander Severus tog nu omkring tretton år gammal över efter sin kusin Heliogabalus. Bland annat lät han uppföra diverse byggnadsverk i Rom, exempelvis en stor akvedukt. Han besegrade också sassaniderna, som ledda av Ardashir erövrade Syrien 231.
Under ett fälttåg i Germanien 235 tog han sig för att förhandla om fred med fienden, varpå de romerska soldaterna ledda av Maximinus Thrax gjorde uppror och mördade honom och hans mor Julia Mamaea. Alexander var då 27 år gammal.
Under Alexander Severus tid som kejsare reformerades rättsväsendet och styrelseskicket. Han införde också skattelättnader och förbättrade skolundervisningen. Han var emellertid en svag och viljelös härskare och regeringen sköttes i stor utsträckning av hans mor. 
Källorna är generellt positiva till honom, i alla fall i jämförelse med hans kusin och föregångare. Han sägs privat ha dyrkat diverse gudar och profeter, bland andra Abraham, Orfeus, Jesus Kristus och Apollonios från Tyana.

## Galleri

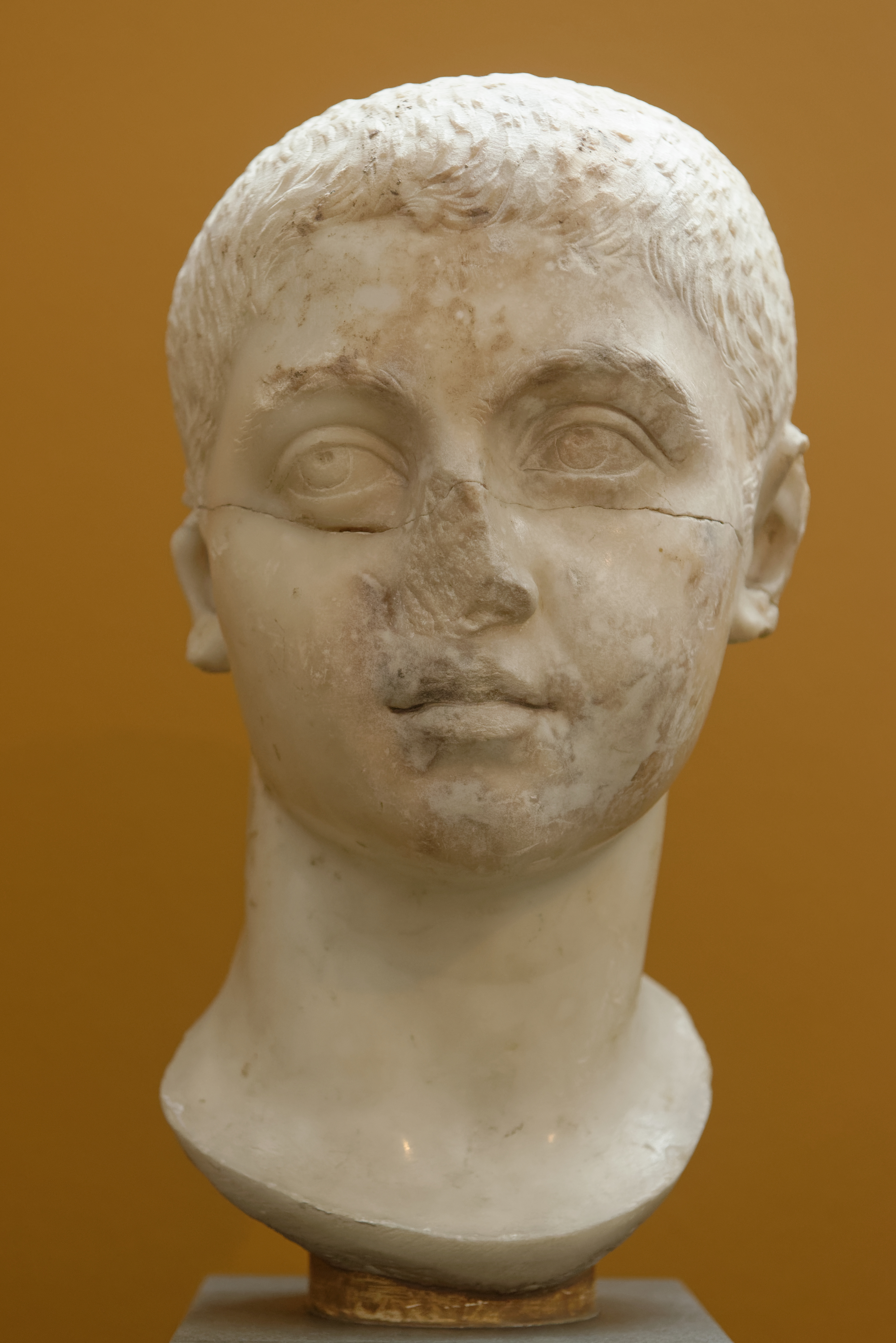
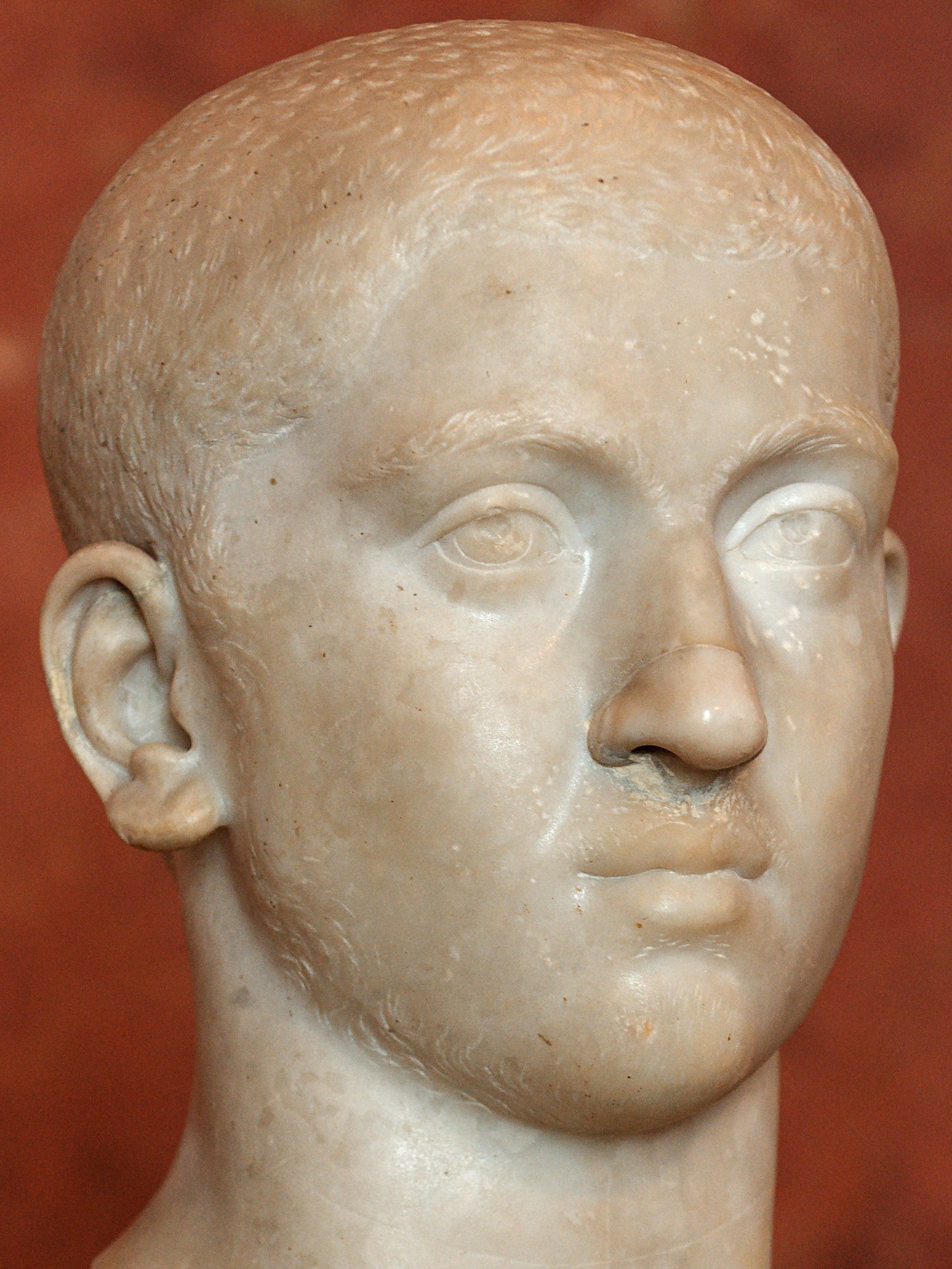
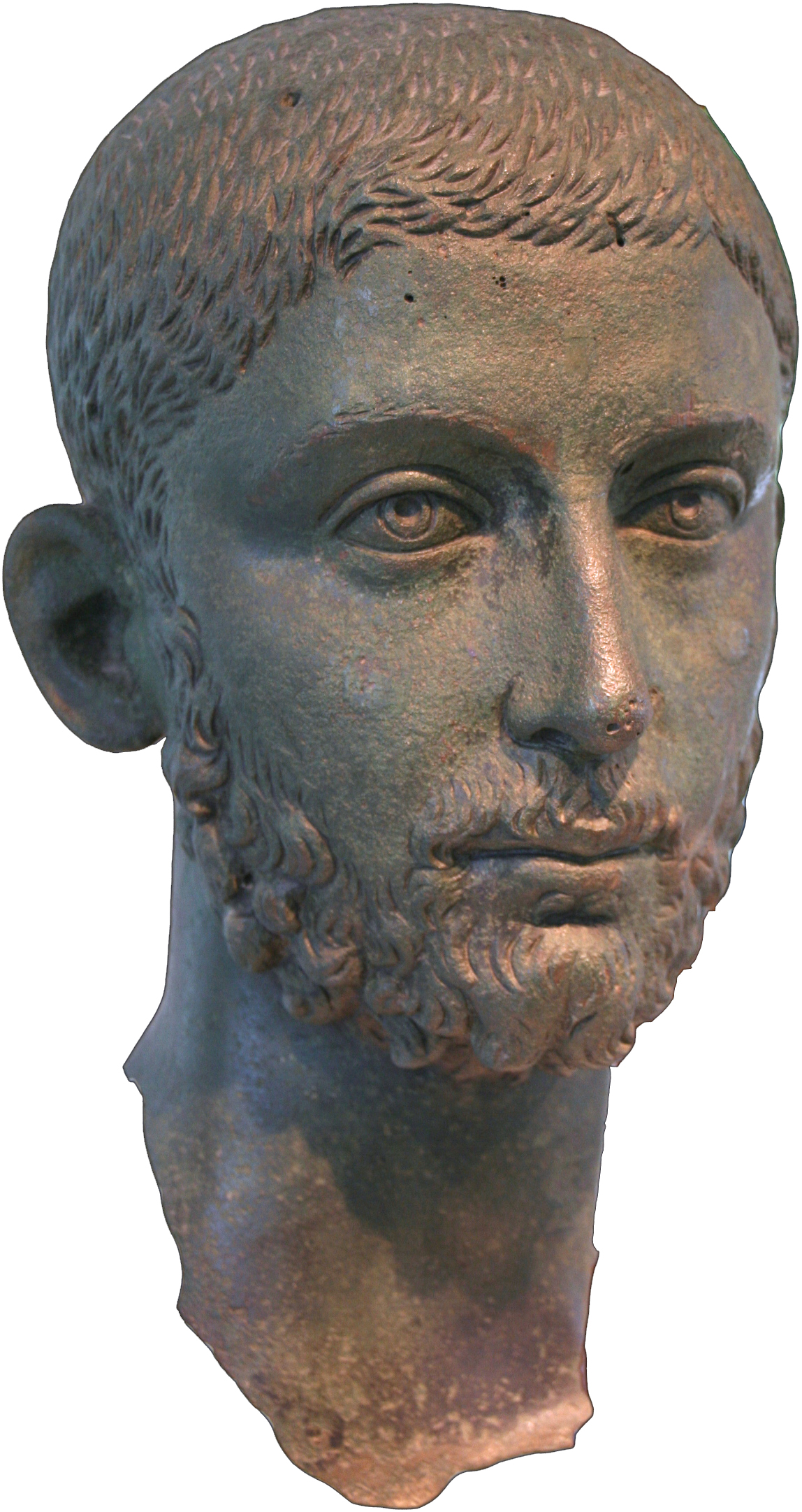
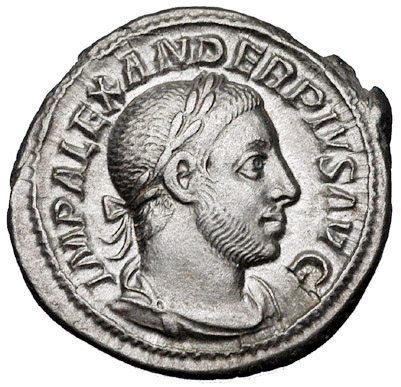